# Ciudad Canatlán
Ciudad Canatlán es una ciudad y sede del municipio de Canatlán, en el estado de Durango, en el noroeste de México. En 2010, la ciudad de Canatlán tenía una población de 11.495 habitantes.

## Toponimia
El nombre «Canatlán» proviene de los términos en náhuatl canin, nido; atl, agua; tlan, lugar. Su significado es «lugar del nido de agua».

## Demografía
| Gráfica de evolución demográfica |
|                                  |

| Censo | Población |
| ----- | --------- |
| 1900  | 1 231     |
| 1910  | 1 711     |
| 1921  | 1 046     |
| 1930  | 3 369     |
| 1940  | 3 450     |
| 1950  | 3 995     |
| 1960  | 5 077     |
| 1970  | 5 983     |
| 1980  | 8 384     |
| 1990  | 8 356     |
| 2000  | 10 260    |
| 2010  | 11 495    |
| 2020  | 11 943    |